# Albina
Albina é uma cidade do Suriname, localizada no distrito de Marowijne. A cidade não tem infraestrutura apropriada para o turismo. Possui cerca de 10.000 habitantes, dos quais, muitos são da etnia quilombolas, chamados também de "morenos". Na cidade existem cerca de 2.000 garimpeiros brasileiros.

## Chacina
Na noite de Natal de 2009, houve uma grande chacina em Albina. Quilombolas mataram brasileiros, destruíram seus alojamentos, saquearam supermercados e tocaram fogo em postos de gasolina. Vários brasileiros, a maioria do estado do Pará, retornaram ao seu país com medo de novos ataques.